# 알렉시스 마뇨마
알렉시스 마뇨마(스페인어: Alexis Castillo Manyoma, 2004년 3월 3일~)는 콜롬비아의 축구 선수로, 에스투디안테스와 콜롬비아 연령별 대표팀에서 미드필더로 활동하고 있다.

## 구단 경력
2023년 8월 12일, 아르헨티나 프리메라 디비시온의 에스투디안테스로 2027년까지 4년 계약을 발표했다.